# Antonio Iervolino
Antonio Iervolino (Ottaviano, 8 marzo 1937) è un politico italiano, senatore della Repubblica per la XIV legislatura.

## Biografia
Nato a Ottaviano nel 1937, si laureò in giurisprudenza, diventando avvocato.
Alle elezioni campane del 1995 è eletto consigliere regionale con i CDU.
Durante la sua legislatura, Iervolino ha attraversato diversi ruoli e commissioni.
Ha assunto la carica di Segretario, all'interno della 10ª Commissione permanente, dedicata a Industria, Commercio e Turismo. Ha preso parte alla Commissione d'inchiesta sull'inquinamento del fiume Sarno, dapprima come membro e successivamente come Segretario. Il suo impegno si è esteso anche al settore radiotelevisivo, con un ruolo attivo nella Commissione parlamentare dei servizi radiotelevisivi e nella Sottocommissione per l'accesso.